# Nanga Parbat
Nanga Parbat é a nona montanha mais alta do mundo, com 8125 m de altitude, e a 14.ª mais proeminente. Localiza-se na zona ocidental dos Himalaias, no Paquistão, e mais especificamente na região da Caxemira. Tem 187,87 km de isolamento topográfico. O seu nome significa "montanha nua" em urdu. Outros nomes, com os quais esta montanha é conhecida, são "Diamir" (rei das montanhas) e "killer mountain" (a montanha assassina). Com efeito, é uma das montanhas mais mortíferas dos Himalaias com uma percentagem ao redor de 28% entre tentativos de acesso e acidentes mortais.  Até 2009 a montanha foi escalada com sucesso 326 vezes (22 foram mulheres), por enquanto 68 pessoas morreram. De seguida serão listados os casos mortais mais conhecidos:
- 1895: o alpinista britânico Albert F. Mummery morria, juntamente com dois carregadores Sherpa, a cerca de 6 100 m;[4]
- 1934: uma expedição alemã chega aos 7 850 m, mas é surpreendida por uma tempestade que provoca a morte de 10 elementos desta expedição, incluindo seis Sherpas e o coordenador da expedição, o alemão Willi Merkl e meio-irmão do médico Karl Maria Herrlighoffer, o qual dirigiu as seguintes tentativas de alanceamento do cume.[5]
- 1937: nova expedição alemã, com resultados igualmente dramáticos devido a uma avalancha de neve, em que morrem 16 alpinistas;
- 1962: em uma outra expedição alemã, na qual foi atingido o cume pelo lado Diamir, morreu o alpinista Siegfried Löw;
- 1970: durante a escalada do cume pelo lado Rupal por conta dos irmãos Günther e Reinhold Messner, Günther morreu no final da descida pelo lado Diamir.[6][7]
- 2009: o austríaco Wolfgang Koerbinger faleceu numa tentativa de ascensão.[8]
- 2013: onze alpinistas foram assassinados pelo grupo terrorista Jundalluah, o qual faz parte dos Talibãs.[9]

## História das ascensões
A montanha foi escalada completamente pela primeira vez em 3 de julho de 1953 pelo alpinista austríaco, Hermann Buhl, e sua equipe alemã de alpinistas. Essa escalada representa um dos feitos mais impressionantes na história do alpinismo, porque foi a única vez, na qual a primeira acensão de um oito mil foi realizada por um alpinista só, em um assalto solitário desde o último campo até o topo.
Em 1962 os alpinistas Toni Kinshofer, Siegfried Löw e Anderl Mannhardt atingiram o cume pelo lado Diamir. Essa rota é hoje considerada como aquela normal e conhecida também como rota Kinshofer. Se tratou também da segunda subida de um mesmo oito mil em um período no qual ainda nem todas as 14 montanhas mais altas do mundo tinham sido escaladas.
Em 1970 os irmãos Günther e Reinhold Messner atingiram o topo pelo inviolado lado Rupal, a parede vertical mais alta do mundo (ca. 4500 metros), realizando no mesmo tempo a primeira travessia daquela montanha (a segunda travessia em absoluto de um oito mil), descendo pelo lado Diamir.
Em 1978 Reinhold Messner atingiu o cume em solitário, sendo esse feito também o primeiro solitário integral (desde o acampamento base até o topo) em absoluto de um oito mil. Naquela escalada ele abriu duas novas rotas pelo lado Diamir, uma na subida - a qual até hoje nunca foi repetida - e uma na descida.
Em 2005 Steve House e Vince Anderson abriram uma via diretíssima na parede Rupal. Com esse feito os dois alpinistas americanos ganharam o prestigioso prêmio Piolet d’Or.
O primeiro português a atingir o seu cume foi João Garcia, em 10 de julho de 2009 e até hoje resulta ser o único lusófono que escalou essa montanha.
Em 26 de fevereiro de 2016, o italiano Simone Moro, o basco Alex Txicon e o paquistanês Ali Sadpara realizaram a primeira ascensão invernal, subindo pela rota Kinshofer. Naquela mesma expedição fez parte também a sul-tirolesa, Tamara Lunger, a qual desistiu poucos metros antes do topo.
Em 25 de janeiro de 2018, o polaco Tomasz Mackiewicz e a francesa Elisabeth Revol alancearam com sucesso o cume, realizando a segunda subida invernal daquela montanha por uma nova rota no lado Diamir com um estilo leve e minimal, sendo a primeira vez que um topo em cima dos 8000 metros foi conquistado naquela maneira no inverno . Trata-se também da primeira ascensão invernal do Nanga Parbat por conta de uma mulher e a segunda subida feminina em absoluto de uma montanha de 8000 mil metros durante a temporada mais fria. Durante a decida faleceu Tomasz, por enquanto a Revol foi salvada por um team de alpinistas, que naquele momento estavam tentando a primeira ascensão invernal do K2, relativamente próximo ao Nanga Parbat . 
Em 03 de junho de 2019, Moeses Fiamoncini se tornou o primeiro brasileiro a conquistar o cume dessa montanha. O alpinista escalou em um período de apenas 62 dias o Everest, o Nanga Parbat e o K2, sendo as duas últimas sem o uso de oxigênio suplementar. 
Todas as escaladas listadas neste elenco foram realizadas sem recurso a oxigênio artificial.